# Kryzys polityczny na Ukrainie w 2007 roku

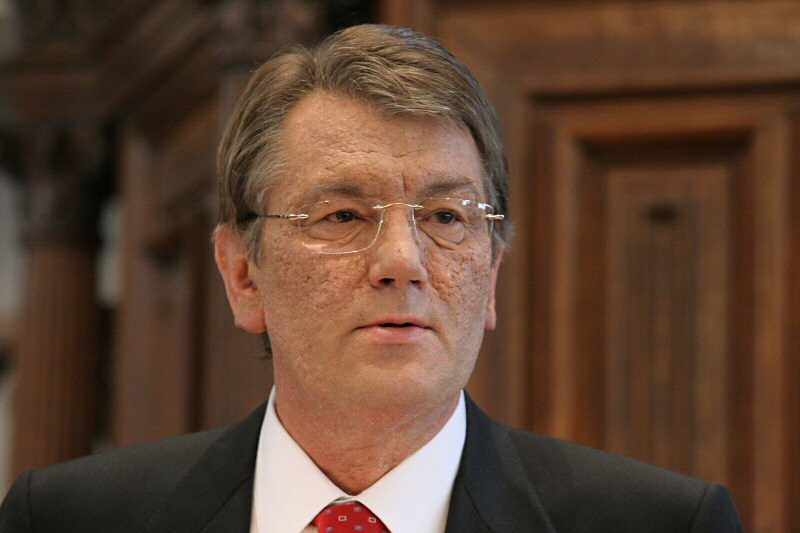
Ówczesny prezydent Ukrainy Wiktor Juszczenko

Kryzys polityczny na Ukrainie – miał miejsce w kwietniu 2007 roku po ogłoszeniu przez prezydenta Ukrainy, Wiktora Juszczenkę dekretu rozwiązującego parlament – Radę Najwyższą Ukrainy i ogłaszającego przedterminowe wybory parlamentarne w maju 2007 roku.
Prezydent swoją decyzję podjął po konsultacjach politycznych. Stwierdził, że partia premiera Wiktora Janukowycza Partia Regionów, tworząca główny trzon koalicji rządowej, łamie konstytucję Ukrainy przyciągając do swoich szeregów deputowanych partii socjalistycznej, komunistycznej oraz niezależnych, oferując w zamian stanowiska polityczne. Wśród polityków, którzy przeszli na stronę premiera Janukowycza był Anatolij Kinach, były premier, który w rządzie otrzymał stanowisko ministra gospodarki. Partia Janukowycza dążyła do osiągnięcia liczby 300 deputowanych, co zapewniłoby koalicji większość konstytucyjną, a co za tym idzie możliwość odrzucania prezydenckiego weta oraz dymisji prezydenta.

## Kalendarium wydarzeń
31 marca 2007 roku na Placu Niepodległości w Kijowie demonstrowało około 150 tysięcy zwolenników rozwiązania parlamentu z jednej strony i do 35 tysięcy popierających istniejący układ polityczny z drugiej.
2 kwietnia 2007 roku prezydent Wiktor Juszczenko podpisał wieczorem dekret o rozwiązaniu parlamentu. Przedterminowe wybory odbędą się 27 maja. Decyzji nie chcą podporządkować się siły polityczne Partii Regionów. Zwolennicy premiera Janukowycza twierdzą, iż dekret prezydencki jest nielegalny, i oczekują na decyzję Sądu Konstytucyjnego. Ten jednak przełożył rozpatrzenie sprawy z 11 kwietnia na następny tydzień. Deputowani Partii Regionów (której sztandarowym kolorem jest błękit) nie opuścili budynku parlamentu na znak protestu. Na Placu Niepodległości rozstawiają się namioty niebieskich, którzy stwierdzili, że nie opuszczą placu do czasu, kiedy prezydent nie odwoła swojego dekretu.
4 kwietnia 2007 roku na Placu Niepodległości zebrał się tłum 30 tysięcy osób popierających premiera Wiktora Janukowycza.
6 kwietnia 2007 roku Partia Regionów wykluczyła ze swoich szeregów pojedynczych deputowanych należących wcześniej do Bloku Julii Tymoszenko i Naszej Ukrainy. W zamian, deputowani liczą na to, iż prezydent wycofa swój dekret o rozwiązaniu parlamentu.
11 kwietnia 2007 roku były prezydent Polski Aleksander Kwaśniewski spotkał się w Kijowie z premierem Ukrainy Wiktorem Janukowyczem, z szefem Rady Najwyższej Ołeksandrem Morozem oraz z liderką opozycji parlamentarnej Julią Tymoszenko.
4 maja 2007 roku prezydent Juszczenko porozumiał się z premierem Janukowyczem co do przeprowadzenia w sposób uczciwy i demokratyczny wyborów parlamentarnych na Ukrainie. Data przedterminowych wyborów ma zostać określona w wyniku posiedzenia grupy roboczej, złożonej z przedstawicieli kancelarii prezydenta, koalicji rządzącej, opozycji i rządu, w specjalnym dekrecie prezydenckim.
Kryzys zaostrzył się 24 maja po odwołaniu przez Juszczenkę Swiatosława Piskuna z funkcji prokuratora generalnego, powołując na to miejsce dotychczasowego zastępcę Wiktora Szemczuka. Piskun został jednak ponownie wprowadzony do budynku prokuratury przez komandosów z jednostki antyterrorystycznej Bierkut, podlegającej Ministrowi Spraw Wewnętrznych Wasylowi Cuszce. Juszczenko wydał wówczas dekret, na podstawie którego, wojska podległe dotychczas MSW, przeszły pod dowództwo prezydenta. Premier Wiktor Janukowycz oraz marszałek Rady Najwyższej Ołeksandr Moroz określili te działania zamachem stanu.
26 maja autobusy, którymi ok. 3500 żołnierzy jechało na rozkaz prezydenta Juszczenki do Kijowa, zostały zatrzymane przez milicję drogową oraz deputowanych Partii Regionów. Celem przyjazdu żołnierzy miało być utrzymanie porządku w stolicy w trakcie zaplanowanych na 26 i 27 maja Dni Kijowa.
27 maja nad ranem Wiktor Juszczenko ogłosił, że po ośmiogodzinnych negocjacjach z udziałem m.in. Wiktora Janukowycza, Ołeksandra Moroza i Julii Tymoszenko udało się wypracować kompromis, wyznaczając termin wyborów na 30 września 2007.